# Ukraińskie Towarzystwo Lekarskie
Ukraińskie Towarzystwo Lekarskie – organizacja zrzeszająca ukraińskich lekarzy w Galicji, utworzona w 1910 we Lwowie.
Poprzedniczką Towarzystwa była komisja medyczna Towarzystwa Naukowego im. Szewczenki. Towarzystwo powstało z inicjatywy lekarzy Ołeksandra Kozakewycza, Jewhena Ozarkewycza, Sylwestra Drymałyka, Myrona Wachnianyna, Iwana Bereżnyckiego, Wołodymyra Kobrynskiego, Markijana Dołynskiego, Wołodymyra Huzara, Tyta Jewhena Buraczynskiego.
Członkowie Towarzystwa byli organizatorami wydziału medycznego Tajnego Uniwersytetu Ukraińskiego, Narodnoj Licznyci (1903—1944), Ukraińskiego Szpitala im. metropolity Andrzeja Szeptyckiego (uruchomiano w 1938), Poradni Materiw (1918—1939), Ukraińskiego Towarzystwa Higienicznego.
W 1925 Towarzystwo liczyło 205 członków, a w 1937 - 289 (w tym 268 z Galicji).
Pierwszym przewodniczącym Towarzystwa był Jewhen Ozarkewycz, następnymi m.in. Tyt Buraczynskyj, Maksym Muzyka, Iwan Kuroweć, Ołeksandr Podołynskyj, Marian Panczyszyn.
Towarzystwo zostało rozwiązane w jesieni 1939, agresji ZSRR na Polskę przez okupanta sowieckiego.

## Literatura
- Енциклопедія українознавства, Lwów 1993, t. 9, s. 3409-3410